# Tempo di Roma
Tempo di Roma est un film franco-italien réalisé par Denys de La Patellière sorti en 1963, d'après le roman de l'écrivain belge Alexis Curvers.

## Synopsis
Au lendemain de la Seconde Guerre mondiale, Marcello, un jeune homme sans fortune et sans relations arrive à Rome. Vivant dans une soupente, il découvre peu à peu la ville et la fait découvrir aux autres en devenant guide touristique. Il connaît en même temps une histoire d'amour avec une femme et une amitié à la fois intellectuelle et passionnée avec un homme.

## Fiche technique
- Titre italien : Tempo di Roma
- Titre français : Destination Rome
- Réalisation : Denys de La Patellière
- Scénario : Diego Fabbri, Albert Valentin
- Genre : Comédie
- Date de sortie : 18 janvier 1963

## Distribution
- Charles Aznavour : Marcello
- Arletty : La marquise
- Gregor von Rezzori : Sir Craven
- Marisa Merlini : Pia
- Serena Vergano : Geronima
- Monique Bertho : La prostituée
- Gianrico Tedeschi : ?